# Avaré (tiểu vùng)
Avaré là một tiểu vùng thuộc bang São Paulo, Brasil. Tiều vùng này có diện tích 5928 km², dân số năm 2007 là 157864 người.